# Camp Rock
Camp Rock er en Disney Channel Original Movie, der havde premiere i 2008 på Disney Channel.

## Handling
Camp Rock handler om Mitchie Torres (Demi Lovato), som vil på musiklejren Camp Rock, men forældrene har ikke penge nok. En dag får moren job som kok på lejren, og Mitchie kommer med til nedsat pris.. Mitchie bliver venner med nogle snobber, men hun må lyve om sin mor for at blive i kliken. Hendes hemmelighed bliver afsløret, og hun bliver meget upopulær. Hun får en enkelt ven, som hedder Caitlyn. De to vil deltage i lejrens vigtigste konkurrence, The Final Jam. Tess, som er «lederen» af den snobbede klike, sniger sig ind i køkkenet og lægger sit værdifulde armbånd og beskylder Mitchie og hendes veninde for at have stjålet det. Derfor får Mitchie og veninden ikke lov til at være med i The Final Jam. 
Samitdig med alt dette er Shane Gray (Joe Jonas) fra det mega populøre band Connect 3 (Jonas Brothers) blevet sendt til Camp Rock, fordi han ikke kan finde ud af at opføre sig ordentligt. En dag hører han en pige synge en fantstisk sang, og han vil finde ud af hvem det er. Hvad han ikke ved, er at det er Mitchie der har sunget. Mitchie ved dog ikke, at han har hørt hende synge.
Mitchie og Caitlyn, som ikke må deltage i Fianl Jam, beslutter, at de vil optræde lige så snart konkurrencen er slut. Mitchie optræder med sangen, og Shane Gray hører det. De synger til sidst en duet/medley sammen. 